# Anne-Marie Rouchon
Anne-Marie Rouchon (6 de junio de 1961) es una deportista francesa que compitió en triatlón. Ganó una medalla de oro en el Campeonato Europeo de Triatlón de Larga Distancia de 1993.

## Palmarés internacional
| Campeonato Europeo | Campeonato Europeo | Campeonato Europeo | Campeonato Europeo |
| Año                | Lugar              | Medalla            | Prueba             |
| ------------------ | ------------------ | ------------------ | ------------------ |
| 1993               | Embrun (Francia)   | Medalla de oro     | Individual         |